# Almagro (Castella-La Manxa)
Almagro és un municipi de la província de Ciudad Real a la comunitat autònoma de Castella-la Manxa. És a la comarca del Campo de Calatrava, a 23 km de Ciudad Real. Té una superfície de 250 km² i una població de 8.482 habitants (cens de 2007). El codi postal és 13270. Limita amb Daimiel. Almagro té un gran patrimoni, va progressar sota el domini de l'Ordre de Calatrava i després va rebre els favors de la història en el segle xvi de la mà dels banquers alemanys i flamencs.

## Història

### Orígens
No es coneix amb seguretat la data del primer assentament humà a Almagro. És molt possible que existís un a l'edat del bronze pels indicis trobats al voltant de les Cases Maestrales i en paratges exteriors al centre urbà. Durant l'època  romana sembla que va ser habitada, segons consta pel testimoni de Galiano y Ortega, que va creure veure un aqüeducte durant les obres en l'actual Passeig de l'Estació. S'han trobat també monedes d'aquesta època i una làpida romana que s'exhibeix a l'Ajuntament, provinent del Pont Romà de Zuqueca, a Granátula.

### Època visigoda
Dels temps visigòtics no queden vestigis excepte algunes columnetes decorades amb rombes tallats a bisell, escampades per la població. D'època àrab ve el mateix nom de la població, amb la característica argila vermellosa del lloc de color Almagro. Durant el segle xviii Almagro va quedar enfosquida per la propera Oreto o Oretum (Granátula de Calatrava) i per Calatrava la Vella, però en ser triada pels mestres de l'Ordre de Calatrava en aquest segle, com a lloc de residència i centre governatiu de les seves possessions, passarà a primer terme.

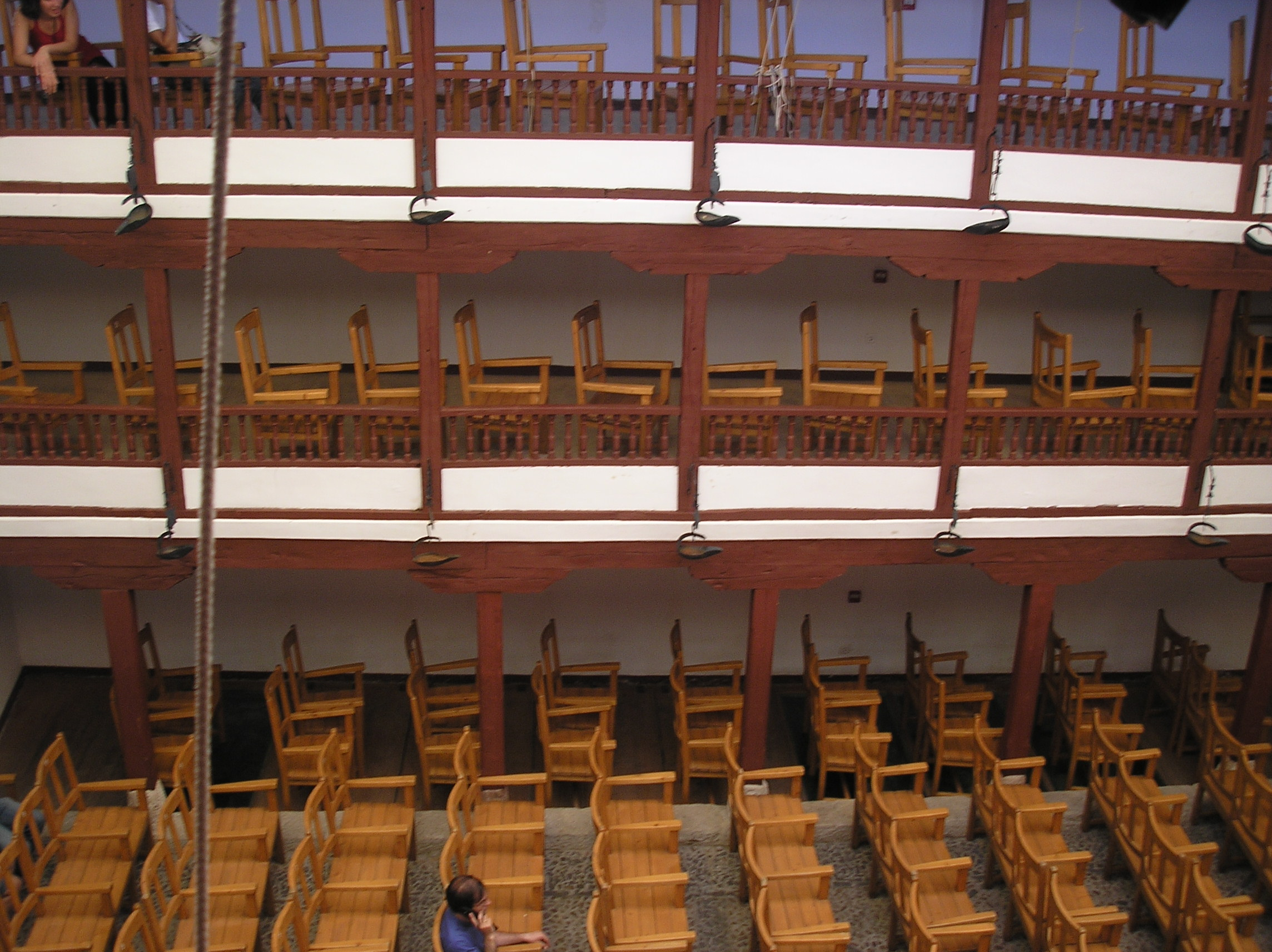
Grades i pati de butaques del corral de Comèdies de Almagro.

### Segles XI al XIV
La tradició assegura que el mestre Gonzalo Yáñez va concedir fur a la vila el 1213, confirmat per Ferran III a 1222. El 1273 Alfons X el Savi va convocar Corts a Almagro i en 1285 es va efectuar l'escriptura de Conveniència entre el mestre Ruy Pérez Ponce i els habitants d'Almagro sobre els forns, el Zocodover (procedeix de l'àrab suq ad-dawābb, que significa "mercat de bèsties de càrrega"), els portatges. Al segle xiv la vila ja tenia una muralla i una parròquia, Sant Bartomeu el Vell, edificis públics com les carnisseries, el aholí o pósito (dipòsit de cereal de caràcter municipal, la funció primordial del qual consistia a realitzar préstecs de cereal en condicions mòdiques als veïns necessitats), la presó, cases del Consell i un castell absorbit per les Cases Maestrales.

### Reconquesta
L'avanç de la Reconquesta va fer que es reunissin aquí les tropes per anar cap a la frontera i  Pere I el Cruel manarà capturar al mestre de l'ordre de Calatrava Juan Núñez de Prado en 1355 en els palaus Maestrales.
El comerç va arrelar en la vila amb la concessió de dues fires per  Enric II a 1374. A més, veurà reunir els Capítols Generals de l'Orde de Calatrava, tant a la capella de Sant Benet dels Palaus Maestrales, com l'Església de Santa Maria de los Llanos (Antiga Patrona de la Ciutat), ambdues desaparegudes. Al segle xv la incorporació del mestratge a la Corona en 1487 no variarà la situació. Ara és el Governador qui habita els Palaus Maestrales. En 1493,  Cisneros va dirigir la fundació del monestir de les franciscanes de Santa Maria de los Llanos, que s'annexionarà l'església del mateix nom, també desapareguda.
Els problemes financers de l'emperador  Carles V van fer als banquers alemanys Fugger beneficiaris de les rendes de les mines d'Almadén i els van vincular a Almagro, duent amb ells els seus administradors Wessel, Xedler, entre d'altres, les cases pairals dels quals encara es conserven.

### Seglesxviixvii
En els segles xvi i xvii la població va prosperar. La vila va créixer i es va embellir, va sortir de les muralles. Es van crear els ravals de San Pedro, Santiago, San Ildefonso, San Juan, San Sebastian i San Lázaro. El  claveller Fernando Fernández de Córdova va fundar el monestir i la universitat menor de Nostra Senyora del Rosari i el comanador major Gutierre de Padilla l'Hospital de la Misericòrdia i el Monestir de l'Assumpció de Calatrava. Es van construir l'església parroquial de La Mare de Déu, el convent de l'Encarnació, les oficines dels Fugger i multitud de cases particulars. Es van reformar l'església de Sant Blai, la plaça, l'Ajuntament, etc. La crisi dels últims anys del segle xvi i començament del segle xvii no va frenar la voga constructora a Almagro. Els franciscans van aixecar el 'Convent de Santa Catalina'. Es van instal·lar els agustins, els jesuïtes, els germans de Sant Joan de Déu. Els ascendents del Comte de Valdeparaíso construïren el seu palau.
Durant el segle xviii Almagro va viure una esplendor passatger, gràcies al suport de la ciutat al candidat Borbó  Felipe V, i l'ofici de Juan Francisco Gaona y Portocarrero, Comte de Valdeparaíso, ministre d'Hisenda del Rei. Es va nomenar a la vila capital de la província de La Manxa durant un poc més d'un decenni (1750 - 1761). Fracassat l'intent de reactivació administrativa, el Comte va promoure l'activitat econòmica mitjançant la indústria tèxtil. Després d'algun sonat fracàs, va tenir més sort l'organització de la indústria de blondes i randes, que amb el temps dotaria a Almagro d'una de les seves principals senyes d'identitat.
Les desamortitzacions realitzades pels governs de  Carles III van provocar el desmantellament dels edificis religiosos més importants, la qual cosa va perjudicar considerablement la conservació del patrimoni arquitectònic de la vila, la decadent universitat menor va desaparèixer amb la primera quart del segle xix i en aquest segle els membres de l'Ordre de Calatrava, cansats de l'aspror del Sacre Convent del Castell de Calatrava la Nueva, situat en un fred, alt i aïllat niu d'àguiles, deixen la fortalesa i traslladen el Sacre Convent a Almagro. La comoditat va resultar efímera.

### Invasió francesa
La Invasió francesa va veure instal·lar-se a Almagro una activa lògia maçònica  bonapartista.

### Seglexix
El poble va patir les guerres carlines i alguns dels béns de l'Església i el municipi van ser afectats per les desamortitzacions de Mendizábal i Madoz. La ciutat va experimentar una creixent decadència, motivada en part per la competència de la capital Ciudad Real. En 1845 es construeix una nova plaça de toros amb els materials de la torre de l'antiga parròquia de Sant Bartomeu, demolida aquest any, i on el torero Joaquín Rodríguez Ortega ("Cagancho") va donar la seva famosa "espantada" en 1927 (d'aquí el taurí dit "quedar pitjor que Cagancho a Almagro"), i que va ser incendiada el 1932 al negar els toreros a torejar la tarda del 25 d'agost, el que va causar la còlera del públic, que la va incendiar de manera que es van perdre així les primitives llotges, realitzades en fusta; es va introduir així mateix el telègraf (1858), el ferrocarril (1860) i la llum elèctrica (1897) i es va crear una caserna provincial de cavalleria (1863), un casino i un coliseu o teatre (1864). En 1886 es derroquen les muralles encara que les portes de la ciutat romandrien en peu fins als anys 30 del segle xx.

### Segle XX
Durant els anys cinquanta del segle xx es descobreix i restaura el Corral de Comèdies d'Almagro i es reforma l'Ajuntament i el conjunt de la Plaça Major. El 1972 es declara Almagro Conjunt Històric-Artístic. Es restauren i rehabiliten bells edificis, no només esglésies o palaus, sinó també modests habitatges, ermites i neix el Museu del Teatre, al principi amagat en el que van ser horts i cellers de les Cases Maestrales i ara en un edifici dissenyat a posta per a ell. Almagro es converteix en referent teatral i cultural de la regió: Festival Internacional de Teatre Clàssic, activitats culturals diverses, turístiques, etc. Actualment, Almagro presenta la seva candidatura a Ciutat Patrimoni de la Humanitat, per la seva qualificació de "Ciutat de la cultura i el teatre".

## Patrimoni i llocs d'interès

### Civil

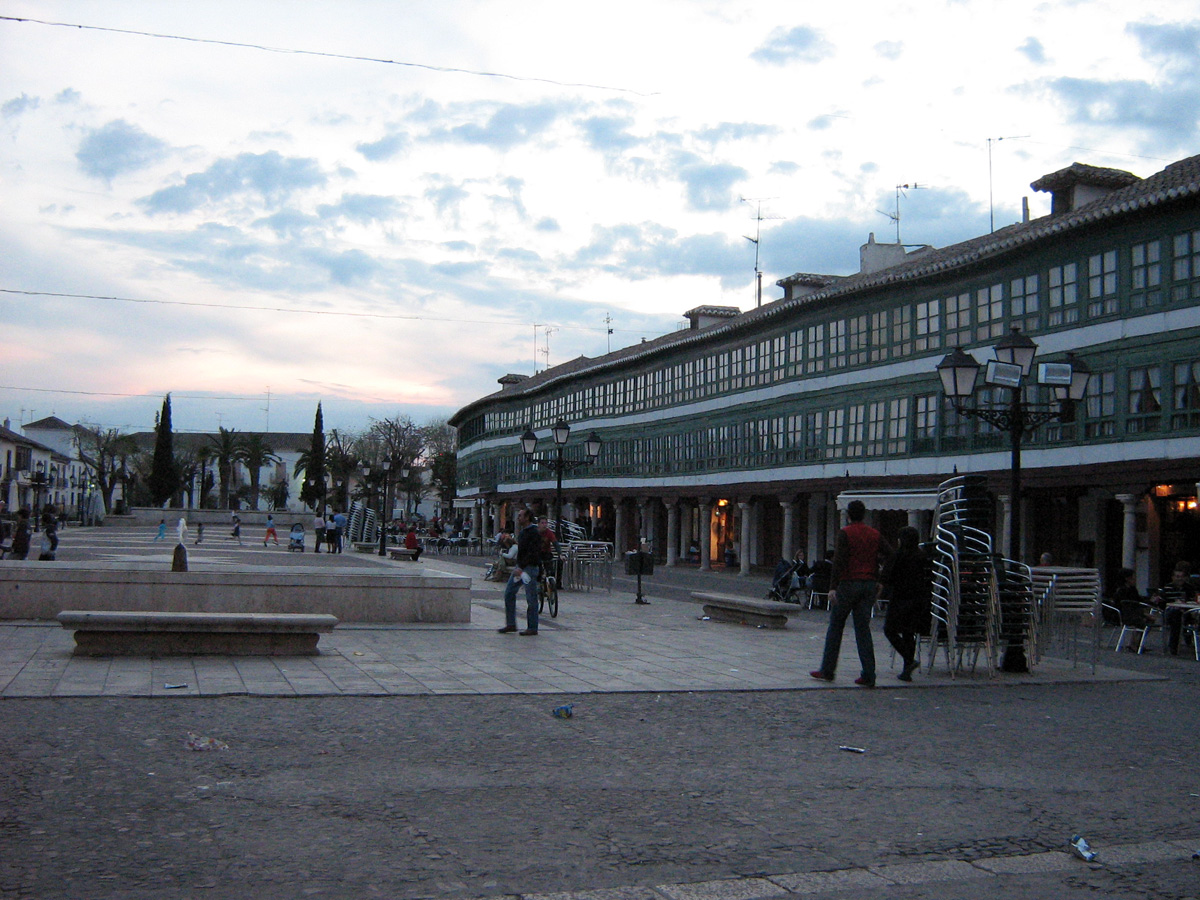
Porticada de la Plaça Major.

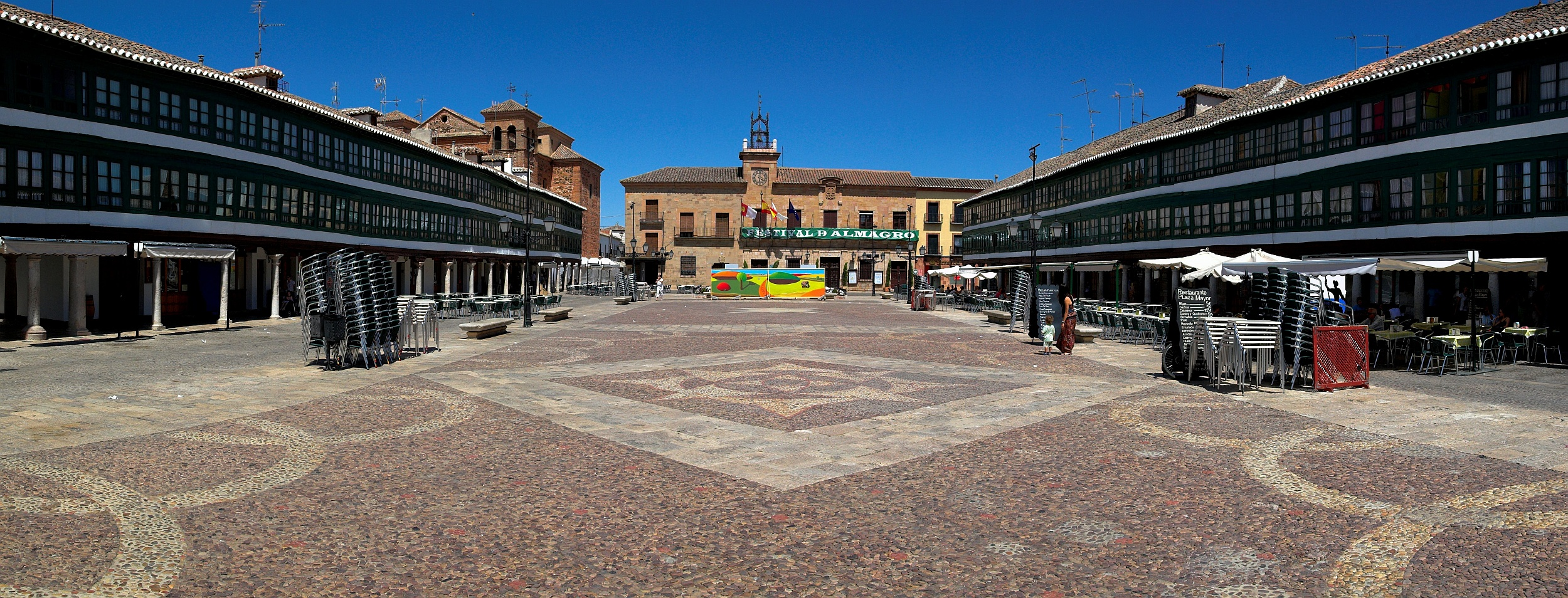
Panoràmica de la Plaça Major d'Almagro

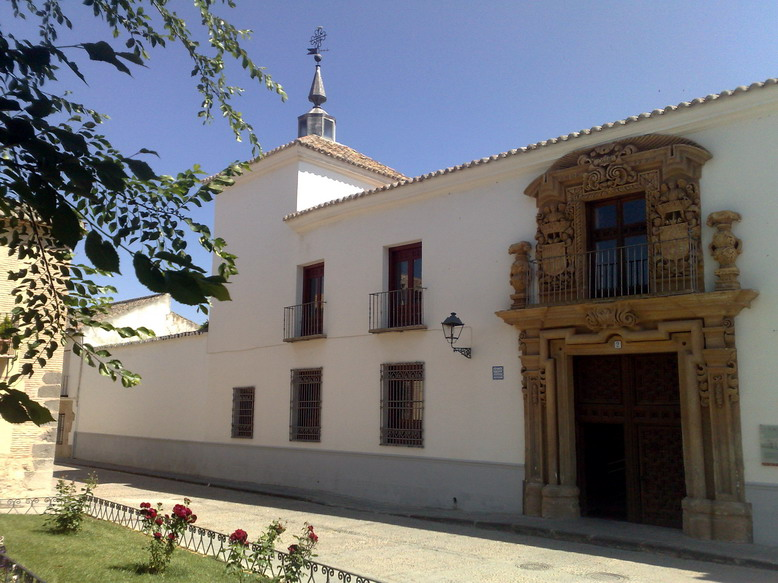
Façana del Palau dels Comtes de Valdeparaíso.

- Plaça Major: És famosa la seva Plaça Major, en el seu origen plaça d'armes i posteriorment centre d'una fira de comerç. Té planta rectangular irregular i dos pisos, inspirada en l'arquitectura del Comtat de Flandes, i el seu famós Corral de Comèdies del segle xvii, l'únic que es conserva íntegre d'aquesta època.
- Barri noble: En passejar per la ciutat es poden apreciar nombrosos i ben conservats portals de cases pairals hidalgas, així, per exemple, a la plaça major, la Casa del Mayorazgo dels Molina i la de los Rosales, al carrer de las Nieves, els portals de la Casa dels Wessel (apoderats dels Fugger) i de la Casa dels Xedler (des de la ubicació original, al carrer Franciscas, es va traslladar fins aquí en la postguerra), ambdues del segle xvi, al final d'aquest carrer, la Casa del Prior i la Casa del Capellà de les Bernardas. La Casa pairal dels Oviedo està situada al final del carrer Ramón y Cajal.
- Palacios: Hi ha diversos palaus que donen compte de la importància i relleu que va arribar a tenir Almagro, són els següents.
  - Palau dels Marquesos de Torremejía. Està situat a la Plaça de Santo Domingo, avui és l'escola llar de les Mares Dominiques,
  - Palau dels Comtes de Valdeparaíso. És del segle xviii, actual centre cultural i residencial, propietat de l'Excma. Diputació Provincial de Ciudad Real. Aquest palau va pertànyer al Juan Francisco Gaona y Portocarrero, primer comte de Valdeparaíso des de l'any 1705, títol concedit pel seu matrimoni amb Maria Arias de Porres Rozas y Treviño, marquesa de Añavete, de mans de  Felip V. El palau ja existia anteriorment però va ser remodelat a final del segle xvii com apareix al portal AÑO DE 1699. L'edifici va continuar restaurant-se al segle xviii a càrrec del Francisco Gaona y Portocarrero, comte de Valdeparaíso i ministre d'Hisenda de Ferran VI, adquirint el luxe i la sumptuositat pròpia del seu dignatari.
  - Palau dels Medrano. Situat al carrer San Agustín, és del segle xvi.
  - Palau dels Fúcares. És en realitat un antic magatzem construït al segle xvi pels Fúcares o Fugger per administrar i emmagatzemar el mercuri procedent de les mines d'Almadén i el gra procedent de les rendes dels maestrazgos. La façana és de maó tapial i maçoneria i l'edifici s'organitza al voltant d'un pati quadrat central d'estil renaixentista i dues galeries amb arcs de maó sostingudes per columnes de pedra calcària, al voltant de les quals s'ubiquen les diferents dependències. La primera planta està formada per arcs de mig punt sostinguts per columnes, sent la superior d'arcs carpanells de tres punts. En un dels extrems del pati se situa un pou. Destaca el vestíbul i l'escala, de tipus conventual, amb la seva decoració en  guixeries, a força d'enfilall d'òvuls i fletxes (típicament renaixentista) i ones marines, influïdes pel Palau del Marquès de Santa Cruz en el proper Viso del Marqués. El pati, en origen, va estar estucat com el vestíbul d'entrada i l'escala, però en adquirir-lo l'Ajuntament, va preferir deixar el maó vist. Després de la marxa dels Fúcares, a final del segle xviii, va tenir diferents usos, sent adquirit per l'Ajuntament cap a 1984 procedint a la seva restauració. En l'actualitat és seu de la Universitat Popular d'Almagro i un dels espais escènics del Festival Internacional de Teatre Clàssic.

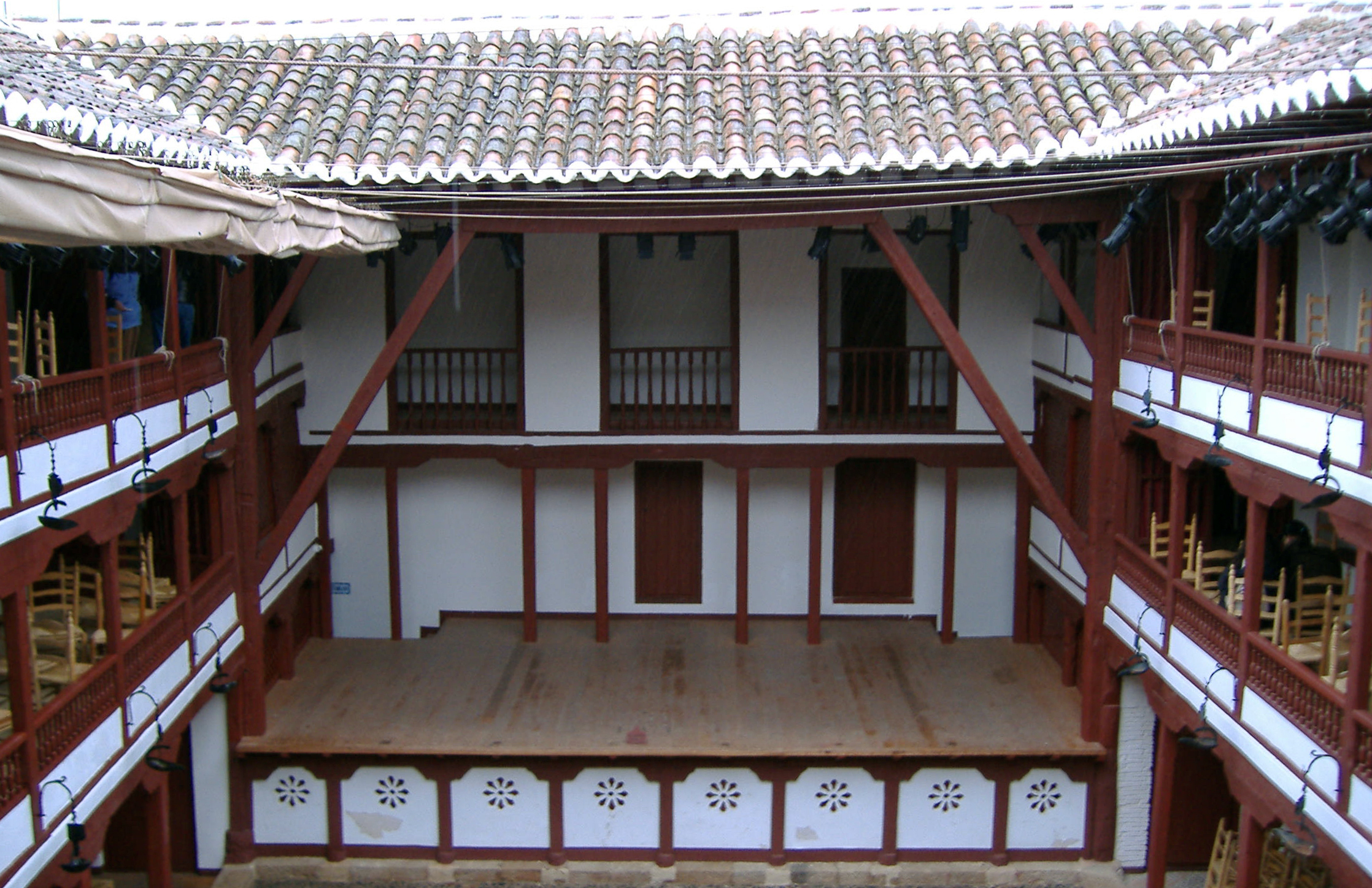
Corral de comèdies d'Almagro, l'únic que es conserva a Espanya tal com era al.

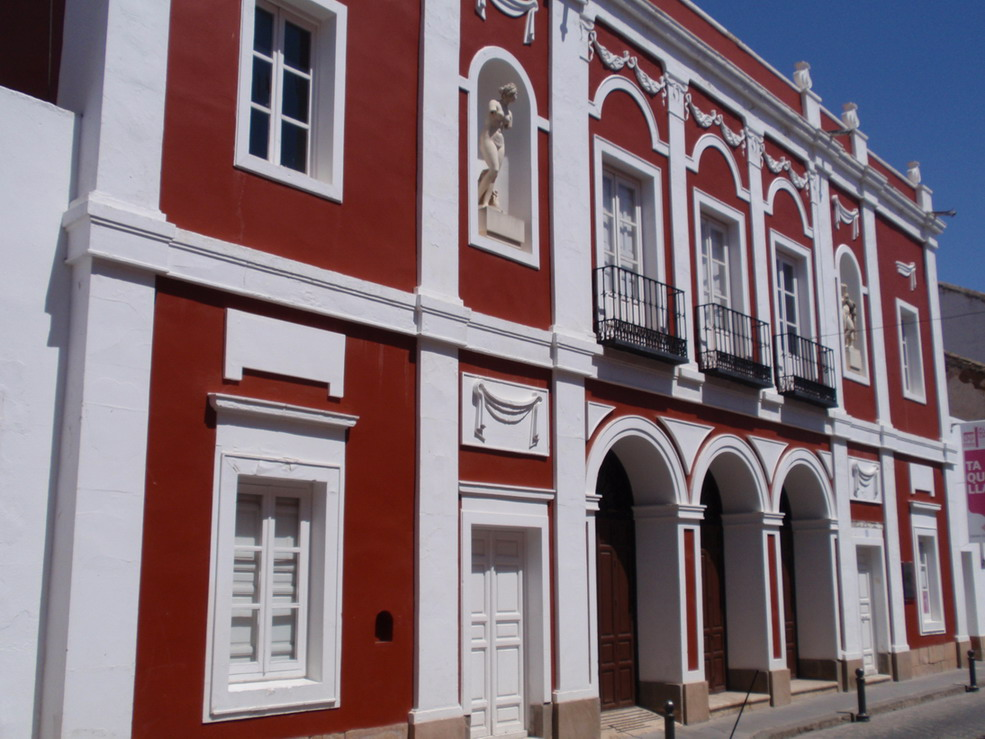
Teatre Municipal.

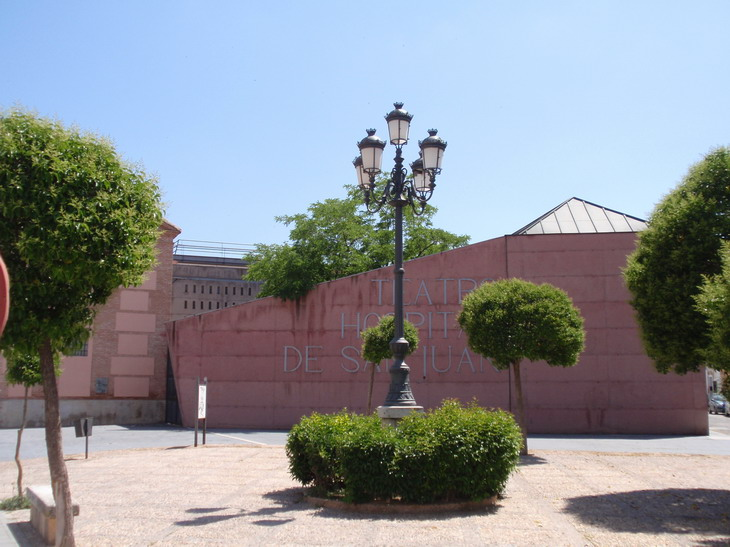
Teatre Hospital de Sant Joan.

- Corral de comèdies: El Corral de comèdies se situa a la Plaça Major núm 18. Declarat Monument Nacional el 4 de març de 1955, manté l'estructura original dels teatres del s.XVII i és l'únic complet d'aquesta època, potser perquè se li va donar ús a més com a fonda. Es tracta d'un pati d'uns 300 m² envoltat de 54 peus rectes de fusta de color mangra (vermell òxid) que, a la vegada, reposen en bases de pedra per protegir aquests de la humitat. Posseeix dos pisos amb estances i ganxos per al teló que havia de defensar del sol i les espelmes o llums d'oli. Al pati hi ha un pou situat a l'entrada on havia d'estar la alojería (es deia aloja a una beguda que era servida en els Corrals de Comèdies als segles xvi i xvii. Aquesta beguda estava composta d'aigua, mel, i espècies com la canyella o el pebre blanc, i era venuda en els alojeros, quan havia funció per assortir de refresc als espectadors). En l'actualitat, el Corral de Comèdies segueix utilitzant-se per la representació d'obres al Festival Internacional de Teatre Clàssic. Compta amb un aforament d'unes tres-centes persones.

- Altres edificis relacionats amb el Festival Internacional de Teatre Clàssic: El Festival Internacional de Teatre Clàssic anual que se celebra des de 1978 ha obligat a habilitar dins la ciutat nombrosos espais dramàtics alternatius al seu famós Corral de Comèdies entre els quals destaquen els següents.
  - El Teatre Municipal: Coliseu construït en 1863 segons projecte de l'arquitecte Cirilo Vara y Soria, que va tractar de resumir en la seva fisonomia i ornamentació els valors de la burgesia vuitcentista, és d'estil neoclàssic, comprèn el cos principal amb dues altures, que dona pas al pati de butaques de planta el·líptica per raons d'acústica i tres altures (platea, llotja i galliner) i l'escenari, darrere el qual se situen els camerinos i que s'obre mitjançant una embocadura decorada amb pilastres de fusta i un gran arc carpanell amb pintures. Les pintures del sostre són actuals, en substitució de les que es van perdre en la restauració de 1988. Té capacitat per a 530 persones. La façana, encara que està molt transformada és d'estil neoclàssic, amb tres arcs de mig punt flanquejats per dues portes de servei i dues finestres i sobre ells tres balcons flanquejats per dues fornícules i dues finestres, està pintada en vermell i blanc.
  - L'Hospital de San Juan de Dios: És un modern espai escènic de construcció recent a l'aire lliure on es poden representar les obres amb més exigències tècniques, és en aquest on normalment actua la Companyia Nacional de Teatre. És del s. XVII. Conserva la nau de l'església i la infermeria. Rehabilitat i convertit per a la seva nova funció teatral. Es tractava d'un edifici compost per diverses dependències que albergaven un hospital i un convent, amb un important desenvolupament durant els segles xvii i xviii. Amb la Desamortització de Mendizábal va desaparèixer el conjunt conventual i l'Hospital va ser transformat, convertint-se en cellers de vins. L'Hospital de Sant Joan de Déu estava format, linealment seguint la façana, per una gran sala on es concatenen hospital i església, amb la finalitat que els malalts puguin participar dels oficis religiosos des dels seus llits. L'exterior és una gran façana de maó i tàpia en la qual s'obre una senzilla porta amb llinda i hi ha una correspondència entre les finestres del cos inferior i les petites del superior. La façana del presbiteri de l'església que dona al prat de Sant Blai presenta unes característiques similars a les de les esglésies carmelites. A l'interior el més destacable és l'església formada per dos trams més presbiteri quadrat que està coberta per volta de canó amb arcs faixons i llunetes. La capella major amb volta d'aresta, posseïa retaule major i dos col·laterals decorats amb pintures murals populars. L'Hospital tenia una nau diàfana coberta per volta on se situaven els llits, llocs per als frares i altres dependències.

S'usen també altres espais com l'antiga Universitat, el pati del Museu Nacional del Teatre o l'entorn de l'ermita de Sant Joan, sempre que la necessitat ho requereix.

### Religiós

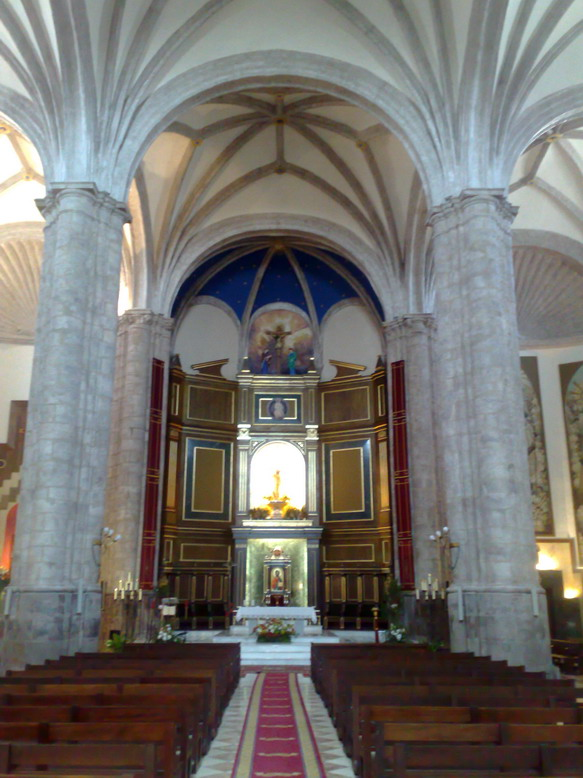
Altar de l'Església de la Mare de Déu.

#### Església de la Mare de Déu
Està situada en el que va ser Hospital de Nuestra Señora de La Mayor, en solars comprats per la Vila el 1546. És del  gòtic tardà amb tímids matisos  renaixentistes, s'aixeca sobre una llotja i respon al tipus d'església columnària i de saló, model molt estès per La Manxa. Les naus, d'igual altura, estan cobertes per volta de creueria. És el temple de major dimensions de tota la província, superant en espai a la mateixa Catedral de Ciudad Real. La façana, amb grans contraforts, té un gran rosassa de maó datat en 1602 que projecta una violenta llum sobre l'altar. La torre, inacabada i construïda al lateral dret de la façana, és obra de Benito de Soto, arquitecte veí d'Almagro, al segle xvii.

#### Església de Sant Blai
L'església de San Blas originalment anomenada de San Salvador fins al segle xviii, moment a partir del qual es va posar sota l'advocació de Sant Blai, manté en l'actualitat la seva activitat religiosa. L'ús per part del Festival de Teatre d'Almagro d'aquest espai s'inicia l'any 2005, i alberga programació centrada en concerts de música.
El seu origen es remunta a l'arribada a Almagro dels Fugger a la primera meitat del segle xvi, quan se'ls va arrendar els Maestrats de les Ordres per Carles V del Sacre Imperi Romanogermànic com a pagament als seus serveis bancaris. Jacobo Fugger decideix reedificar, amb la intenció d'agrair a la divinitat els beneficis rebuts, l'antiga ermita del Salvador, nom que manté fins al segle xviii, ja que actualment es coneix com a Església de Sant Blai. La inscripció llatina diu el següent:Salvatori. Opti. Max Quantum. Id Est Et / Quam. Etiam. Spectandum Extra. Intraq. S.A. / Cellum. Jacobus. Fuger. Et. Fratrum. Eius. / Filli. Pietatis. Et religionis. Ego. DDD La traducció és: Al salvador màxim, tot el que hi ha i també el que és d'esperar, fora i dins d'aquesta capella, Jacobo Fugger i els fills dels seus germans dediquen com a testimoni de pietat i religió, Jo don, faig donació i dedic.
La intervenció dels Fugger a l'ermita estarà condicionada per la construcció ja existent. L'obra serà duta a terme pels mestres que estan en l'òrbita del monestir de l'Assumpció de Calatrava. L'edificació es va dur a terme en dues fases, la capçalera i primer tram, per Jacobo Fugger i l'altre tram de la nau i la torre, pels seus nebots Marc i Jacobo. Aquesta segona fase es pot atribuir a Enrique Egas el Mozo.
La capella és d'una sola nau i, en no tenir creuer, es configura com un espai unitari, dividit en capçalera poligonal i dos trams coberts per voltes de creueria amb discos en les dovelles, les nervadures descansen sobre mènsules decorades amb els emblemes heràldics dels Fugger. El cor als peus, està format per balustrada de fusta que portaria l'escut del fundador. El sotacor mostra un enteixinat de fusta amb els cassetons decorats per rosetes. L'exterior de l'ermita està construït per paraments de maçoneria i està articulat mitjançant contraforts. També posseeix senzilles finestres, d'arcs de mig punt en maó que il·luminen l'interior. La portalada principal construïda en marès i orientada al sud, està formada per un arc de mig punt de brancals treuejades i una línia d'impostes molt marcada decorada amb flors de quatre pètals, amb la rosca de l'arc decorada amb motius vegetals i els carcanyols decorats amb grotescos. Es remarca per pseudopilastres a manera de motllures amb capitells de got. L'entaulament sosté un segon cos configurat per una fornícula amb pilastres i flanquejat per dues aixetes; sobre ells dos llorers que alberguen l'escut de Jacob Fugger i, a sobre de tot el conjunt, la làpida abans esmentada. Des del punt de vista iconogràfic l'aixeta, monstre fabulós amb cap, ales i urpes d'àguila i cos de lleó, es converteix en l'emblema de la vigilància i el valor, per la qual cosa el seu ús en les portes adquirirà un sentit de protecció. La porta de la façana principal presenta característiques manieristes represes del tractat de Serlio; un primer cos amb llinda i un segon amb l'escut dels descendents de Jacobo; sobre ell, un rosetó que il·lumina el cor.

#### Convent del Santíssim Sagrament. Església de Sant Agustí
L'arquitectura religiosa també ofereix excel·lents exemples a Almagro. El Convent del Santíssim Sagrament dels Agustins és un dels més importants i on millor està expressada la cosmovisió barroca conjugant en un tot arquitectura i pintura. Va patir els estralls de la Desamortització i actualment només queda l'església, anomenada de Sant Agustí, amb uns notables frescos en el seu interior.
L'Església va ser manada construir en 1625 per la família Figueroa, però no es van començar les obres fins a principis del segle xviii, acabant-se en 1719, encara que el claustre estigués sense acabar. Es tracta d'una església d'estil barroc i planta de creu llatina amb una gran nau central coberta per volta de canó amb llunetes, i naus laterals contretes formant capelles a la part inferior i tribunes en la superior, que s'obren a la nau principal mitjançant finestres amb marc amb orelleres i cobertes per gelosies. Destaquen les columnes d'ordre gegant de la seva façana, concebuda com un gran retaule, i les escenes de la vida del sant que recorren els murs del temple. El creuer es cobreix per una cúpula sobre petxines, l'absis és de façana plana i a la façana principal se situa el cor alt, que ocupa dos trams i que es sustenta mitjançant un gran arc carpanell. En els paraments, voltes i cúpula hi ha un enorme conjunt de pintures al tremp que pertanyen al barroc regional i que representen una iconologia completa al·lusiva al Sant Sagrament, Sant Agustí i la Verge. L'església constitueix una obra mestra del barroc provincial i la seva tipologia està més a prop del barroc andalús que del madrileny.
Actualment no és utilitzada per al culte, la utilitza el Museu Nacional del Teatre, com a complement a la seva programació habitual, gràcies a la cessió de l'Ajuntament d'Almagro. Aquest lloc, declarat Bé d'Interès Cultural des de l'any 1993, s'ha concebut com un espai expositiu, organitzant importants exposicions durant el Festival d'Almagro, encara que també han tingut lloc representacions de teatre.

#### Convent de l'Encarnació Dominica
L'església, que probablement es va acabar en 1597, està formada per una nau amb capelles laterals, coberta per volta de canó amb llunetes, el creuer es cobreix amb volta d'aresta, destaca una excel·lent Anunciació de Vicente Carducho a l'altar major. De les capelles és de ressenyar la dels Orduña. La façana és de gran senzillesa i la portalada es va rematar al segle xviii amb un magnífic escut sostingut per adorns de lleons rampants i una corona marquesal amb els escuts dels comtes de Valdeparaíso i marquesos de Añavate. A la cantonada amb el carrer Dominicas, hi ha una petita capella que alberga al "Crist de la Salut", talla del segle xvii.

#### Convent de l'Assumpció de Calatrava

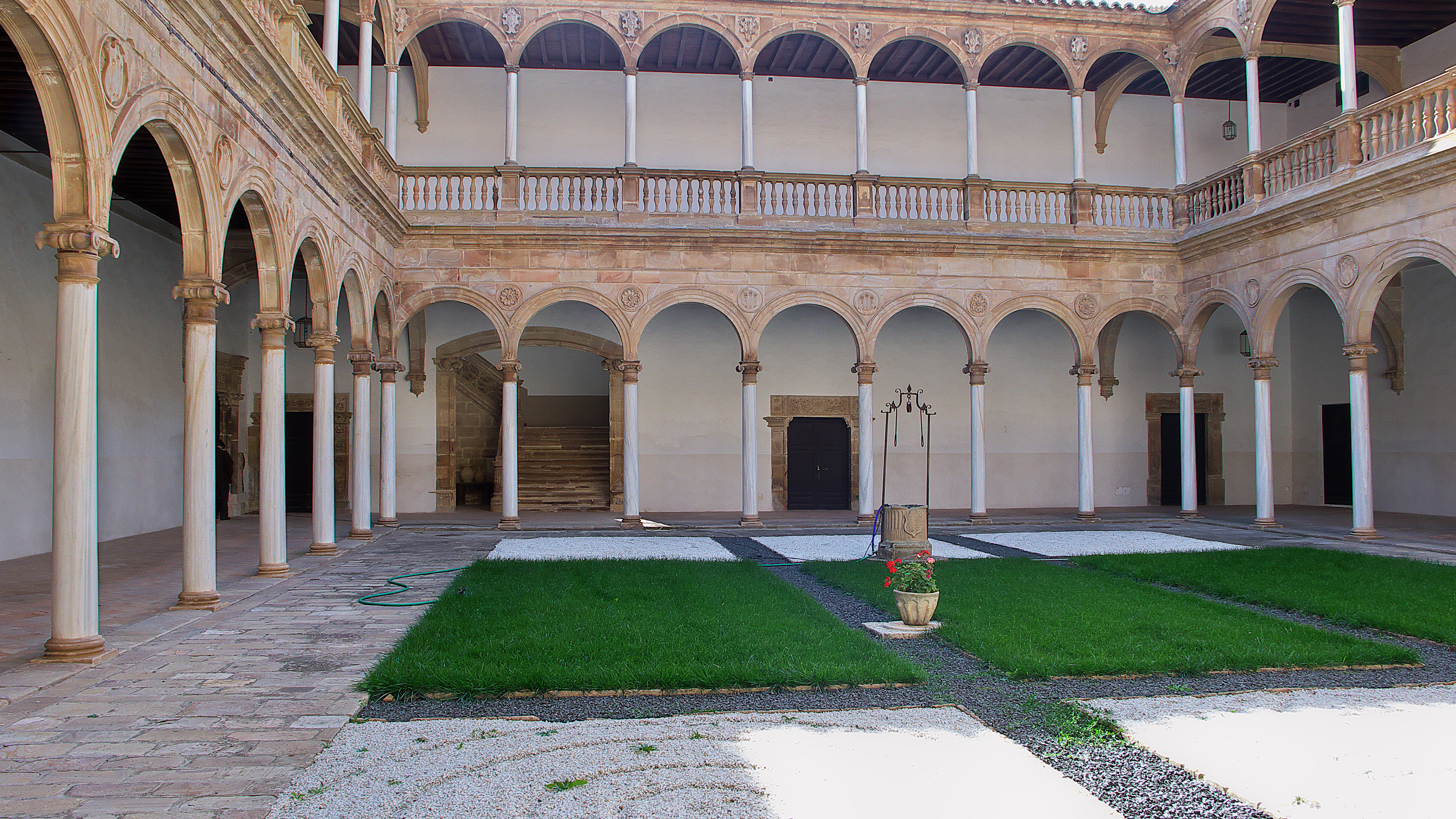
Claustre del convent de l'Assumpció de Calatrava.

Comença a construir-se, com a hospital, en 1519. Després es va convertir en monestir. Va ser fundat pel Comendador Gutiérrez de Padilla entre 1519 i 1544 per les religioses de l'Orde de Calatrava sota l'advocació de la Mare de Déu de l'Assumpció.
Habitat pels Calatrava entre 1827 i 1836,que van ser exclaustrats per les lleis desamortitzadores de Mendizábal, també va servir de caserna després de la restauració de 1860, per tornar a ser ocupat pels Pares Dominics al canvi de segle. És un dels tres convents situats extramurs d'Almagro, fora del que va ser el recinte emmurallat de la ciutat, al costat del Convent de Sant Domingo i el Convent de Santa Catalina.
És el d'arquitectura més ambiciosa i espectacular. L'església va ser la primera cosa que es va edificar i la seva estructura és gòtica amb elements renaixentistes, la nervadura de les voltes del sostre és molt bella, però també és bellíssim el claustre, que ha servit també per a representacions dramàtiques durant el Festival i és de planta rectangular amb dues galeries d'ordres clàssics, jònic el primer i toscà el segon, amb 60 columnes de marbre de Carraca. En els carcanyols apareixen esculpides les armes dels Padilla, alternant amb decoració de rosetes. El superior està tancat amb una balustrada de gres. El pati apareix envoltat per set portes i dues finestres de rica talla plateresca. L'escala té un sòlid passamans de pedra de gust goticista. En 1854 va ser declarat Conjunt Històric-Artístic.

## Personatges il·lustres
- Diego de Almagro, conquistador.